# Jean Lindenmann

Jean Lindenmann (1987)

Jean Lindenmann (* 18. September 1924 in Zagreb; † 15. Januar 2015 in Zürich) war ein Schweizer Virologe und Immunologe. Er wirkte an der Universität Zürich von 1964 als außerordentlicher und von 1969 als ordentlicher Professor am Institut für Medizinische Mikrobiologie sowie von 1980 bis 1992 als Direktor des Instituts für Immunologie und Virologie.
Gemeinsam mit dem Briten Alick Isaacs entdeckte er 1957 die Substanz Interferon und damit das erste Zytokin. In späteren Arbeiten widmete er sich Abwehr- und Resistenzmechanismen gegen Virusinfektionen sowie onkolytischen Viren. Für seine Forschung erhielt er unter anderem 1973 den Robert-Koch-Preis und 1976 den Marcel-Benoist-Preis.

## Leben
Jean Lindenmann wurde als Sohn Schweizer Eltern in Zagreb geboren und absolvierte an der Universität Zürich ein Studium der Medizin, das er 1951 mit dem Staatsexamen und der Promotion abschloss. Anschließend war er von 1952 bis 1956 als Post-Doktorand am Institut für Hygiene der Universität tätig. In den Jahren 1956/1957 forschte er mit einem Stipendium der Schweizerischen Akademie der Medizinischen Wissenschaften am National Institute for Medical Research in London, wo er mit dem britischen Virologen Alick Isaacs zusammenarbeitete.
Nach seiner Rückkehr in die Schweiz wirkte er zunächst bis 1959 als Dozent am Institut für Hygiene in Zürich und anschließend bis 1962 als Bakteriologe beim Bundesamt für Gesundheit. Von 1962 bis 1964 war er Gastprofessor an der University of Florida in Gainesville. 1964 wurde er zunächst zum außerordentlichen sowie fünf Jahre später zum ordentlichen Professor am Institut für Medizinische Mikrobiologie der Universität Zürich berufen. Von 1980 bis zu seiner Emeritierung im Jahr 1992 fungierte er als Direktor des Instituts für Immunologie und Virologie der Universität.
Lindenmann starb am 15. Januar 2015 in Zürich im Alter von 90 Jahren.

## Wissenschaftliches Wirken
Jean Lindenmann entdeckte während seiner Zeit in London gemeinsam mit Alick Isaacs in virusinfizierten Zellkulturen das Interferon und damit den ersten Vertreter der Substanzklasse der Zytokine. Diese körpereigenen Stoffe, die Zellwachstum und -differenzierung regeln, sind unter anderem von grundlegender Bedeutung für die Immunantwort und die Hämatopoese. Die Entdeckung des Interferons durch Lindemann und Isaacs hatte weitreichenden Einfluss auf die Immunologie, die Virologie und die Krebsforschung, und war in den 1950er Jahren einer der wichtigsten Durchbrüche in den biomedizinischen Wissenschaften. Im Rahmen seiner weiteren Forschung beschäftigte sich Jean Lindenmann unter anderem mit dem antiviral wirkenden Mx-Protein und anderen Abwehr- und Resistenzmechanismen gegen Virusinfektionen sowie mit onkolytischen Viren.

## Auszeichnungen
Jean Lindenmann erhielt in Anerkennung seiner wissenschaftlichen Leistungen unter anderem 1973 den Robert-Koch-Preis, 1976 den Marcel-Benoist-Preis, 1987 den Krebspreis der Krebsliga Schweiz und 2007 den European Virology Award der Europäischen Gesellschaft für Virologie.

## Werke (Auswahl)
- Neuere Aspekte der Virus-Interferenz. Reihe: Ergebnisse der Mikrobiologie, Immunitätsforschung und experimentellen Therapie. Band 33/8. Berlin, Göttingen und Heidelberg 1960.
- Einführung in die bakteriologische Diagnostik. Ein Leitfaden für das kleine Laboratorium. Basel 1960.
- (als Mitherausgeber): Immunological Aspects of viral Oncolysis. Reihe: Recent Results in Cancer Research. Band 9. Heidelberg und New York 1967.
- (als Mitautor): Interferon: The new Hope for Cancer. Reading, MA 1981.
- (als Mitherausgeber): Medizinische Mikrobiologie: Immunologie, Bakteriologie, Mykologie, Virologie, Parasitologie. Sechste Auflage. Thieme, Stuttgart 1986, ISBN 3-13-444807-6.
- (als Mitherausgeber): Interferon: The Dawn of recombinant Protein Drugs. Berlin und New York 1999.
- Of Mice and Men – The Mx Connection. In: Comprehensive Biochemistry. 44/2005. Elsevier, S. 267–295, ISSN 0069-8032 (autobiographische Erinnerungen).